# London Borough of Merton
Der London Borough of Merton [ˈmɜːtn̩] ist ein Stadtbezirk von London im Südwesten der Stadt. Bei der Gründung der Verwaltungsregion Greater London im Jahr 1965 entstand er aus dem Municipal Borough of Mitcham, dem Municipal Borough of Wimbledon und dem Merton and Morden Urban District in der Grafschaft Surrey. Der Name des Bezirks leitet sich von einem ehemaligen Dorf in dessen Zentrum ab und wurde als Kompromiss zwischen dem wohlhabenden Wimbledon und dem eher armen Morden gewählt.
Im Jahr 2003 eröffnete die Ahmadiyya Muslim Jamaat die Moschee Bait ul-Futuh.

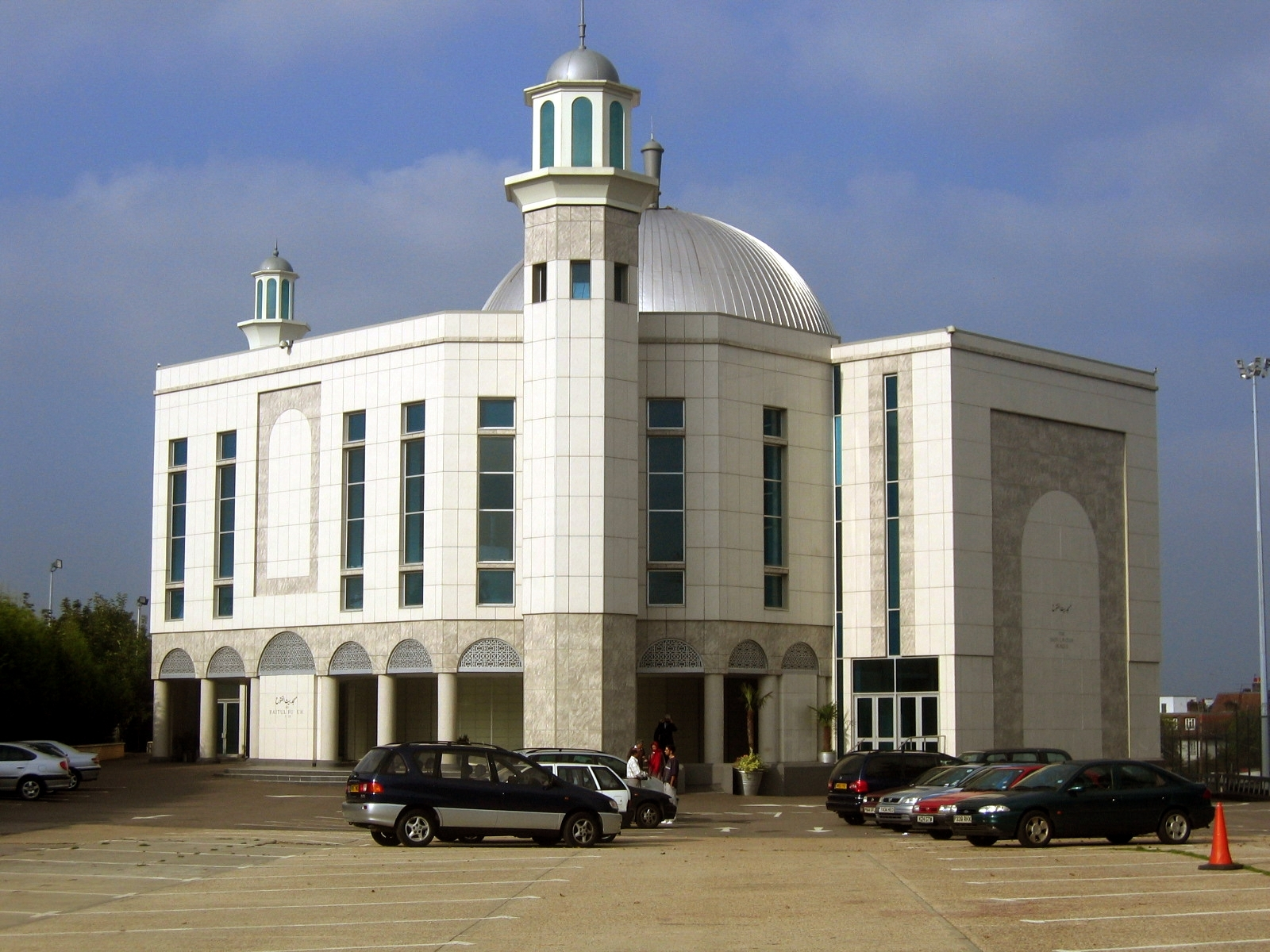
Bait ul-Futuh Moschee

## Stadtteile
- Colliers Wood
- Lower Morden
- Merton Park
- Mitcham
- Mitcham Common
- Morden *
- Morden Park *
- Motspur Park
- New Malden *
- Norbury
- Pollards Hill
- Raynes Park
- St Helier
- South Wimbledon
- Summerstown
- Wimbledon
- Wimbledon Park *

* - Zu entsprechenden Stadtteilen gibt es noch keine eigenen Artikel, nur Weiterleitungen hierher.
Der Stadtteil Norbury ist auch Teil anderer Londoner Stadtbezirke.

## Bevölkerung
Die Bevölkerung setzte sich 2008 zusammen aus 72,8 % Weißen, 11,8 % Asiaten, 8,1 % Schwarzen und 1,5 % Chinesen.

## Persönlichkeiten
- Elizabeth Alexander (1908–1958), Geologin, Radioastronomin und Hochschullehrerin
- David Brabham (* 1965), australischer Autorennfahrer
- Adrian Cruft (1921–1987), Komponist
- Ford Madox Ford (1873–1939), Schriftsteller
- Robert Graves (1895–1985), Schriftsteller
- David Gray (* 1979), Snookerspieler
- Geoffrey Hinton (* 1947), Wissenschaftler
- Ralph Merton (1817–1883), Metallhändler
- Michael Moorcock (* 1939), Schriftsteller
- Annie Ross (1930–2020), Jazzsängerin und Schauspielerin
- Jamie T (* 1986), Musiker
- George Augustus Wallis (1761–1847), schottischer Landschaftsmaler, Zeichner und Kunstagent